# Episodi di WondLa (prima stagione)
La prima stagione della serie animata WondLa, composta da 7 episodi, è stata pubblicata il 28 giugno 2024 dal servizio di video on demand Apple TV+, in tutti i territori in cui il servizio è disponibile.
| nº | Titolo originale     | Titolo italiano           | Pubblicazione USA | Pubblicazione Italia |
| -- | -------------------- | ------------------------- | ----------------- | -------------------- |
| 1  | Chapter 1: Doors     | Capitolo 1: porte         | 28 giugno 2024    | 28 giugno 2024       |
| 2  | Chapter 2: Lifeforms | Capitolo 2: forme di vita | 28 giugno 2024    | 28 giugno 2024       |
| 3  | Chapter 3: Bargain   | Capitolo 3: l’affare      | 28 giugno 2024    | 28 giugno 2024       |
| 4  | Chapter 4: Ghosts    | Capitolo 4: fantasmi      | 28 giugno 2024    | 28 giugno 2024       |
| 5  | Chapter 5: Captive   | Capitolo 5: prigioniera   | 28 giugno 2024    | 28 giugno 2024       |
| 6  | Chapter 6: Bridge    | Capitolo 6: il ponte      | 28 giugno 2024    | 28 giugno 2024       |
| 7  | Chapter 7: Ruins     | Capitolo 7: rovine        | 28 giugno 2024    | 28 giugno 2024       |

## Capitolo 1: porte
- Diretto da: Andrew L. Schmidt e Micah Gunnell
- Scritto da: Bobs Gannaway

## Capitolo 2: forme di vita
- Diretto da: Andrew L. Schmidt
- Scritto da: Lauren Bradley e Bobs Gannaway

## Capitolo 3: l’affare
- Diretto da: Lawrence Gong
- Scritto da: Kyle McVey e Bobs Gannaway

## Capitolo 4: fantasmi
- Diretto da: Lawrence Gong
- Scritto da: Grace Davis

## Capitolo 5: prigioniera
- Diretto da: Philip Pignotti
- Scritto da: Mario Carvalhal e Bobs Gannaway

## Capitolo 6: il ponte
- Diretto da: Philip Pignotti
- Scritto da: Adam Galen

## Capitolo 7: rovine
- Diretto da: Lawrence Gong
- Scritto da: Christian Magalhaes e Bob Snow